# 松坂藩

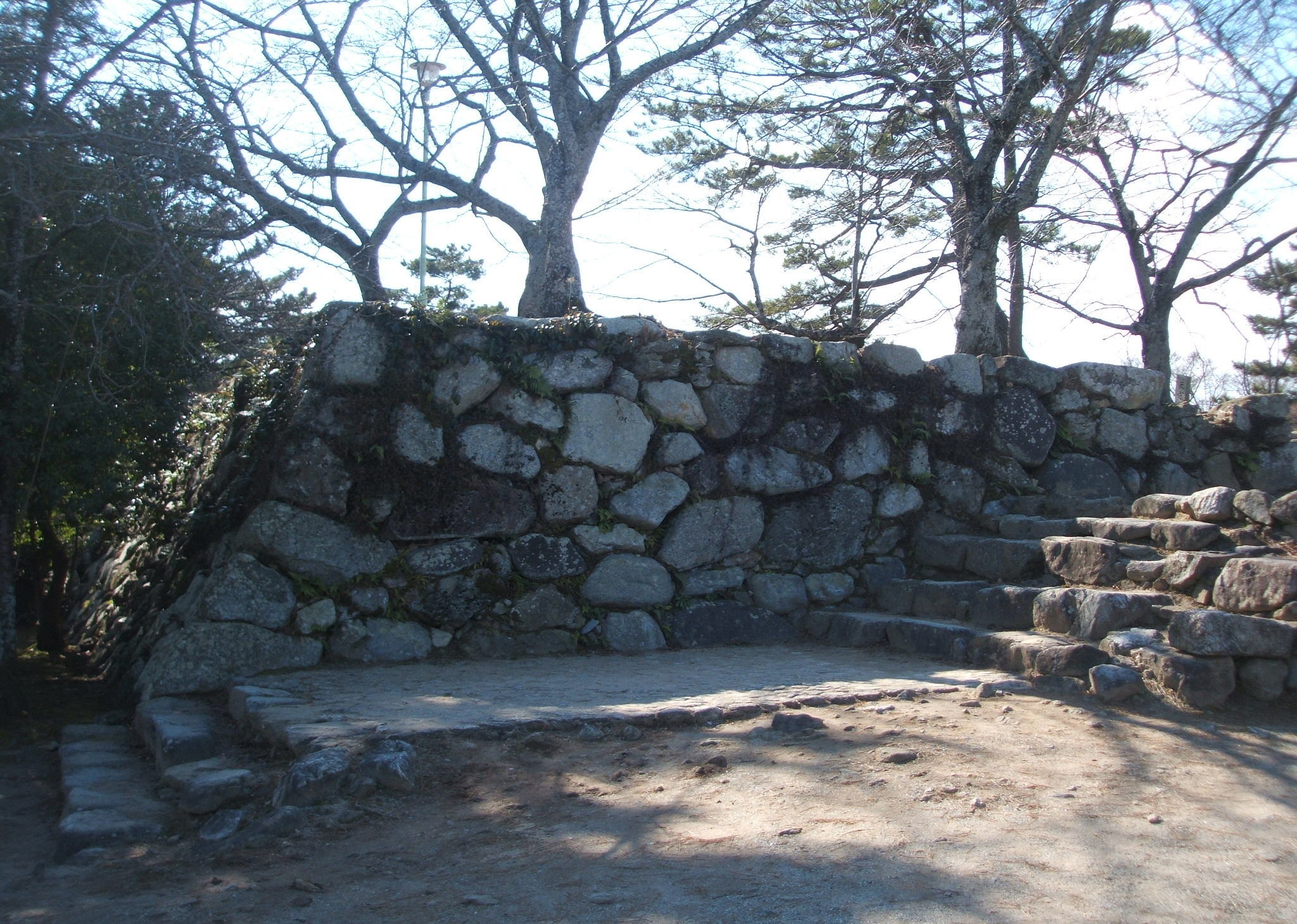
松坂城跡

松坂藩（まつさかはん）は、伊勢国に存在した藩。居城は松坂城（松阪城）（現在の三重県松阪市殿町）。

## 概要
戦国時代、この地には織田信長の次男・織田信雄が入る。信雄はこの地を松ヶ島と改め、松ヶ島城を築城し五層に及ぶ天守と城下町を建設した。信長没後、領主が様々に入れ替わったが、信長の娘婿・蒲生氏郷が12万石で入り、松坂城を新たに築城し城下町の建設を行なってその繁栄の基礎を作り出した。なお、この地を松坂と命名したのは氏郷である。氏郷が小田原征伐で会津に加増移封された後は豊臣秀次の家臣・服部一忠が入る。しかし一忠は1595年の秀次事件に連座し、改易された。その後、近江日野から古田重勝が3万7000石で入る。
慶長5年（1600年）の関ヶ原の戦いで重勝は東軍に与して会津征伐に従軍し、石田三成ら西軍が挙兵すると、居城の松坂城に戻って西軍に与した鍋島勝茂率いる軍勢を撃退した。同年11月、その武功を賞されて5万5000石に加増され、松坂藩を立藩した。重勝はその後、佐和山城普請などに尽力したが、慶長11年（1606年）に48歳で死去した。子の古田重恒は3歳と幼少であったため、弟の古田重治が跡を継いだ。重治は大坂の陣にも参陣して活躍したが、元和5年（1619年）に石見国浜田藩5万4000石に移封され、現地の松坂は紀州藩の領地となった（松阪市#歴史参照）。以後、古田氏は浜田藩となるが、慶安元年（1648年）に古田騒動を起こして改易されている。

## 歴代藩主
古田家
外様。5万5000石。
1. 古田重勝（しげかつ）
2. 古田重治（しげはる）